# Saint-Caprais-de-Lerm
Saint-Caprais-de-Lerm – miejscowość i gmina we Francji, w regionie Nowa Akwitania, w departamencie Lot i Garonna.
Według danych na rok 1990 gminę zamieszkiwały 452 osoby, a gęstość zaludnienia wynosiła 33 osób/km² (wśród 2290 gmin Akwitanii Saint-Caprais-de-Lerm plasuje się na 749. miejscu pod względem liczby ludności, natomiast pod względem powierzchni na miejscu 837.).